# Фейсал, Баха
Баха Фейсал Мохммад Сеиф (араб. بهاء فيصل محمد سيف‎; род. 30 мая 1995, Эз-Зарка) — иорданский футболист, игрок сборной Иордании по футболу.

## Карьера

### Клубная карьера
Начал карьеру в «Аль-Вихдате», в котором играл шесть сезонов, став в 2014, 2015 и 2016 годах чемпионом Иордании.
По ходу сезона 2017/18 был отдан в аренду в кувейтский клуб «Аль-Кувейт», в составе которого выиграл чемпионат и Кубок страны. После следующего сезона в «Аль-Вихдате» он покинул команду и перешёл в катарский «Эш-Шамаль», в котором отыграл четыре сезона.

### Международная карьера
Играл за молодёжные сборные Иордании всех возрастов.
Играл за сборную Иордании на Кубке Азии 2019 года; по итогам турнира иорданцы вышли в 1/8 финала. где в серии пенальти проиграли сборной Вьетнама. Играл за сборную Иордании в отборе на ЧМ-2022, где оформил два дубля в победных матчах со сборными Тайваня (5:0) и Непала (3:0)

## Достижения
«Аль-Вихдат»
- Чемпион Иордании (3): 2014, 2015, 2016
- Обладатель Кубка Иордании (1): 2014
- Обладатель Суперкубка Иордании (2): 2014, 2018

 «Аль-Кувейт»
- Чемпион Кувейта (1): 2018
- Обладатель Кубка эмира Кувейта (1): 2018